# Walter Chrysler
Walter Percy Chrysler (2. dubna 1875 – 18. srpna 1940) byl americký průmyslník a zakladatel automobilky Chrysler, dnes součásti koncernu Stellantis. Vyrůstal v kansaském Ellisu, kde je dnes jeho muzeum, a dálkově vystudoval strojní inženýrství. Svou kariéru zahájil jako technik na železnici a ředitel jedné z továren American Locomotive Company.
Do automobilového průmyslu vstoupil roku 1911 jako ředitel továrny Buicku v michiganském Flintu. Po úspěšném působení firmu Buick opustil v roce 1919 jako bohatý muž. Dva roky pak řídil automobilku Willys-Overland Motor Company. Poté se stal majitelem tehdy upadající firmy Maxwell Motor Company, jež se po odchodu zakladatele Jonathana D. Maxwella stala základem jeho značky Chrysler se sídlem v Detroitu. Roku 1928 Chrysler koupil firmu Dodge a začal budovat mrakodrap Chrysler Building v New Yorku, dokončený v roce 1930.

## Ocenění
Walter P. Chrysler byl mimo jiné Osobností roku časopisu Time v roce 1928. V roce 1967 byl také uveden do Automotive Hall of Fame.